# Боборас
Боборас (гал. Boborás, ісп. Boborás) — муніципалітет в Іспанії, у складі автономної спільноти Галісія, у провінції Оренсе. Населення — 3001 осіб (2009).
Муніципалітет розташований на відстані близько 430 км на північний захід від Мадрида, 25 км на північний захід від Оренсе.
Муніципалітет складається з таких паррокій: Альбарельйос, Астуресес, Бруес, Камейша, Кардельє, Феас, Лашас, Мольдес, Морейрас, Пасос-де-Арентейро, О-Регейро, Шендіве, Шуренсас, Шувенкос.

## Демографія
Динаміка населення (INE ):

## Галерея зображень

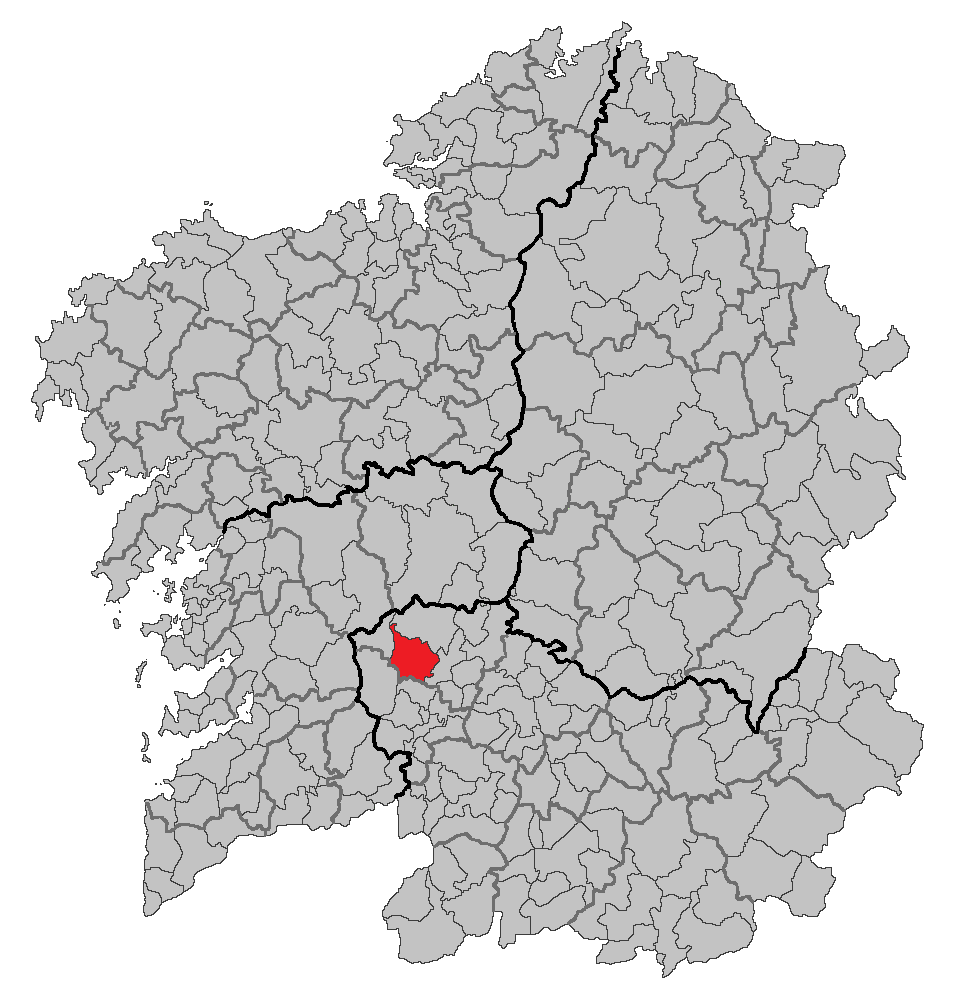
Розташування муніципалітету